# Antiquarium nazionale di Sestino
L'Antiquarium nazionale di Sestino è un museo archeologico in località Sestino, in provincia di Arezzo.

## Storia
La raccolta si formò dalle collezioni dei parroci Don Lorenzo Rivi e Don Damiano Olivoni, vissuti tra la seconda metà del XIX e l'inizio del XX secolo, che tenevano nella canonica alcuni materiali rinvenuti nella zona. Negli anni '30 la raccolta era già consistente e tra gli anni Cinquanta e Ottanta venne ampliata da campagne di scavo nella zona. Il museo ripercorre la storia della colonia romana Sestinum, posta in un crocevia strategico tra le Marche, la Toscana e la Romagna. Durante gli scavi sono stati portati alla luce vari edifici pubblici e privati: il foro, un tempio a edicola e una domus, databili tra il III secolo a.C. e il I secolo d.C.

## Reperti
Il museo custodisce un'importante raccolta di iscrizione dedicatorie e funerarie, tra le quali spiccano quelle legate alla potente famiglia locale dei Volusenii, forse di origine etrusca.
Numerose sono le sculture: una Afrodite proveniente forse dalle terme, una testa colossale di Augusto, una statua di giovinetto (forse membro della dinastia Giulio-Claudia) e un monumento funerario circolare di stile ellenistico, decorato con testine a rilievo. Un bassorilievo raffigura una scena di martirio di cristiani.
Tra gli oggetti di uso domestico sono esposti un glirarium, recipiente di terracotta dove venivano conservati i ghiri, uno dei piatti più ricercati della cucina patrizia romana.